# Pavonia friesii
Pavonia friesii är en malvaväxtart som beskrevs av A. Krapovickas. Pavonia friesii ingår i släktet påfågelsmalvor, och familjen malvaväxter. Inga underarter finns listade i Catalogue of Life.